# 豊田穂乃花
豊田 穂乃花（とよた ほのか、1995年9月26日 - ）は、日本のラジオDJ。兵庫県尼崎市出身。血液型はO型。愛称は「ほのてぃ」。

## 経歴
兵庫県立武庫荘総合高等学校、放送芸術学院専門学校 DJ＆アナウンスコース卒業。
2014年、専門学校入学後間もなく、FM802の「新人DJ オーディション」に応募し合格する。FM802史上最年少かつ、初の専門学校在学中のDJとして話題になる。
2019年、StarMachineProject「はじまりの かんじょう そうこう」にて舞台初出演を果たす。

## 人物
元々パティシエになるのが夢だったが、高校時代に果物アレルギーを発症したことで断念せざるを得なくなった。

## 出演番組

### 現在
FM802
- 802 Palette（2017年10月 - ）
- RADIO CONTINUOUS - ナレーション（2023年4月 - ）
- FM802 Headline News & Weather Information
  - 月・火曜午前中担当（2024年7月 - 2025年3月）
  - 火曜午後担当（2025年4月 - ）
- MUSIC Play-STANDARD - 週替わり担当（2024年4月 - ）
- NEO(N)POP（2025年4月 - ）
- on-air with TACTY IN THE MORNING - 『サラヤ CHEERS FOR YOUR LIFE』のコーナーに田中乃絵と隔週交代で出演

### 過去
FM802
- LNEM 〜エルネム〜（2014年10月 - 2017年9月）
- Chillin' Sunday（2023年1月15日） - 落合健太郎の代理で出演
- living room 802（2023年4月 - 2025年3月）
- UPBEAT!（2023年8月10日、2024年2月28日） - 加藤真樹子の代理で出演